# خوپفنفلوئه
خوپفنفلوئه (به لاتین: Chüpfenflue) یک کوه در سوئیس است که در کانتون گراوبوندن واقع شده‌است. خوپفنفلوئه ۲٬۶۵۸ متر بالاتر از سطح دریا واقع شده‌است.